# Abir Mukherjee
Abir Mukherjee (Londra, 1974) è uno scrittore britannico d'origine indiana.

## Biografia
Nato a Londra nel 1974 e cresciuto in Scozia, si è laureato alla London School of Economics prima d'iniziare a lavorare nel mondo della finanza.
Nel 2014 ha partecipato, vincendolo, all'Harvill Secker crime writing competition indetto dal Telegraph con il thiller storico L'uomo di Calcutta, ambientato in India nel 1919 e avente per protagonista il capitano Sam Wyndham e in seguito ha continuato la serie con altri quattro romanzi.
Vincitore dell'Ellis Peters Historical Award nel 2018 con L'uomo di Calcutta, vive e lavora a Londra con la moglie e i due figli.

## Opere

### Serie Sam Wyndham
- L'uomo di Calcutta (A rising man, 2016), Milano, Società Editrice Milanese, 2018, traduzione di Alfredo Colitto ISBN 978-88-93901-00-0.
- Un male necessario (A Necessary Evil, 2017), Milano, Società Editrice Milanese, 2019, traduzione di Alfredo Colitto ISBN 978-88-93902-01-4.
- Fumo e cenere (Smoke and Ashes, 2018), Milano, Società Editrice Milanese, 2020, traduzione di Alfredo Colitto ISBN 978-88-93902-92-2.
- Morte a Oriente (Death in the East, 2019), Milano, Società Editrice Milanese, 2021, traduzione di Alfredo Colitto ISBN 978-88-93903-69-1.
- Le ombre degli uomini (The Shadows of Men, 2021), Milano, Società Editrice Milanese, 2022, traduzione di Alfredo Colitto ISBN 978-88-93-90491-9.

### Altri romanzi
- Sin is the New Love (2018)
- Hunted (2024)

## Premi e riconoscimenti
- Gold Dagger: 2017 finalista con L'uomo di Calcutta
- Ellis Peters Historical Award: 2017 vincitore con L'uomo di Calcutta e 2020 con Morte a Oriente
- Premio Edgar per il miglior romanzo: 2018 finalista con L'uomo di Calcutta